# Eugène Ryter
Eugène Ryter (La Chaux-de-Fonds, 23 marzo 1890 – Neuchâtel, 8 marzo 1973) è stato un sollevatore svizzero.

## Palmarès

### Olimpiadi
- Bronzo a Anversa 1920 nei pesi piuma.